# Вассен, Елена
Елена Вассен (нем. Elena Wassen; род. 1 ноября 2000, Эшвайлер) — немецкая прыгунья в воду, призёр чемпионатов Европы.

## Карьера
Начала заниматься прыжками в воду вместе со старшей сестрой Кристиной; на юниорском уровне Елена успешно выступала, выигрывая чемпионаты Германии.
В возрасте 14 лет дебютировала на Чемпионате мира по водным видам спорта 2015 года, где в соревнованиях по прыжкам с 10-метровой вышки заняла 24-е место из 37-ми спортсменок. В следующем году на Олимпиаде в Рио-де-Жанейро выступала в соревнованиях по прыжкам с 10-метровой вышки, на которых заняла итоговое 17-е место.
В августе 2018 года на Чемпионате Европы по водным видам спорта в соревнованиях по прыжкам с 10-метровой синхронной вышки выступала в паре с Марией Курьо, вместе с которой они завоевали бронзу, уступив спортсменкам из Британии и России.
Летом 2021 года на своей второй Олимпиаде в соревнованиях по прыжкам с 10-метровой вышки пробилась в финал и заняла итоговое 8-е место. В следующем году на чемпионате Европы 2022 года в соревнованиях по прыжкам с 10-метровой вышки, выступая в паре с сестрой Кристиной, вместе с которой завоевала бронзовую медаль.
На Европейских играх 2023 года завоевала две медали в прыжках с 10 метровой вышки: золотую в паре с сестрой Кристиной и серебряную медаль в миксте в паре с Александром Ян Любе.